# سامسان-دونگ
سامسان-دونگ (به لاتین: Samsan-dong) یک منطقهٔ مسکونی در کره جنوبی است که در Nam-gu واقع شده‌است.